# Sassey

Sassey este o comună în departamentul Eure, Franța. În 1 ianuarie 2022 avea o populație de 198 de locuitori.